# آلبرتو سورنتینو
آلبرتو سورنتینو (ایتالیایی: Alberto Sorrentino؛ ‏ ۱۶ فوریهٔ ۱۹۱۶ – ۱ فوریهٔ ۱۹۹۴) بازیگر اهل ایتالیا بود.
از فیلم‌هایی که وی در آن نقش داشته‌است، می‌توان به بگذار خودمان را مسلح کنیم و شما به جبهه بروید!، زندگی لئوناردو داوینچی، ایزابلا، دوشس شیاطین، در آخرین لحظه، شب‌های پرحرارت پوپیا، تنه، توتو تارزان، دانشجویان گاسکونیا، کشور زنگ‌ها، من کاپاتاز هستم، اکشن، در پاسگاه پلیس رخ داد، اوبالدا، سر تا پا عریان و داغ، نخستین شیره زفاف، ناپل همیشه ناپل است و میلیاردر میلان اشاره کرد.